# Ocellularia decolorata
Ocellularia decolorata är en lavart som beskrevs av Mason Ellsworth Hale 1978. 
Ocellularia decolorata ingår i släktet Ocellularia och familjen Thelotremataceae. Inga underarter finns listade i Catalogue of Life.